# 기타가와촌
기타가와촌(일본어: 北川村)은 일본 고치현 아키군의 촌이다.

## 인접한 자치체
- 고치현
  - 무로토시
  - 아키군 야스다정, 다노정, 나하리정, 우마지촌, 도요정

- 도쿠시마현
  - 가이후군 가이요정

## 교통

### 도로
- 국도 493호선